# Parvicaecilia
Parvicaecilia és un gènere d'amfibis gimnofions de la família Caeciliidae. Conté les següents espècies: 
- Parvicaecilia nicefori (Barbour, 1924)
- Parvicaecilia pricei (Dunn, 1944)

Les dues espècies són endèmiques de Colòmbia. Els seus hàbitats naturals inclouen boscos secs tropicals o subtropicals, terra cultivable, pastures, plantacions, jardins rurals, zones prèviament boscoses ara molt degradades i zones d'irrigació.